# Tanganicodus irsacae
Tanganicodus irsacae – endemiczny gatunek słodkowodnej ryby okoniokształtnej z rodziny pielęgnicowatych (Cichlidae), jedyny przedstawiciel rodzaju Tanganicodus. Bywa hodowany w akwariach.

## Występowanie
Żyje w płytkich wodach nad skalistym dnem. Gatunek rzadki, ale szeroko rozprzestrzeniony w północnej części jeziora Tanganika w Afryce Wschodniej. 

## Charakterystyka
Osiąga w naturze do 7 cm długości. Żywi się małymi skorupiakami. 

## Warunki w akwarium
| Zalecane warunki w akwarium | Zalecane warunki w akwarium |
| --------------------------- | --------------------------- |
| Zbiornik                    | średni                      |
| Temperatura wody            | 24–27 °C                    |
| Twardość wody               | twarda 8–25°n               |
| Skala pH                    | 7,3–8,8                     |
| Pokarm                      |                             |